# Nacertanije
 (novembre 2012).
Si vous disposez d'ouvrages ou d'articles de référence ou si vous connaissez des sites web de qualité traitant du thème abordé ici, merci de compléter l'article en donnant les références utiles à sa vérifiabilité et en les liant à la section « Notes et références ».
Le Nacertanije, est un texte de politique étrangère serbe rédigé par le Premier ministre du roi Michel III Obrenović, Ilija Garašanin, en 1844. C’est un projet nationaliste basé sur l’expansion territoriale et l’unification ethnico-linguistique des Balkans, en vue de la création d’un grand État sud-slave, à cheval entre l’empire d’Autriche, l’Empire russe et l’Empire ottoman, et qui ferait des Serbes les meneurs d’une coalition autour du slavisme. La justification de la pensée du gouvernement de Belgrade repose sur un devoir historique d’une part, et sur la défense du territoire et de la culture d’autre part. En effet, le jeune État serbe entend reconstituer son legs ancestral, c’est-à-dire réunifier les peuples de l’ancien Empire serbe ; et entend contrer l’hégémonie russe désireuse d’étendre l’ingérence de Moscou jusque dans les Balkans. Le Nacertanije est donc un projet impérialiste qui apparaît aux yeux des serbes comme stratégique, vital et dans la continuité de leur histoire.

## Contexte historique
À la suite des premier et second soulèvements du peuple serbe contre l’Empire ottoman, Miloš Ier Obrenović obtient du sultan de Constantinople un territoire sur lequel il est autorisé à régner. Cependant, l’autonomie de la province ne sera concrétisé qu’en 1830, lorsque Mahmoud II reconnaît l’hérédité de sa fonction. 
Alors que dans tout l’Occident, l’État-nation devient le modèle de société, la Serbie est encore un petit État complexé par l’occupation ottomane, et par sa faiblesse militaire et diplomatique vis-à-vis du géant russe, de l’Angleterre et de la France. Afin de s’aligner sur les autres États européens, les autorités de Belgrade veulent profiter de l’adynamie des ottomans. En effet, le Sultan enchaîne les défaites militaires à la suite de la guerre d’indépendance grecque puis la guerre civile qui oppose les armées de Constantinople à celles du vizirat d’Égypte jusqu’en 1840. 
À la suite de la seconde révolte serbe, Obrenovic jouit d’une immense popularité chez tous les peuples balkaniques, encore soumise au joug ottoman. Malgré les profondes divisions ethniques, religieuses, linguistiques et culturelles qui ont toujours caractérisées la région, les conditions semblaient réunies pour élaborer l’expansion du territoire vers le Sud, et promouvoir l’État serbe comme premier défenseur du panslavisme.

## Un impérialisme de type ethnico-linguistique

### Le mythe nationaliste serbe
Le linguiste Karadžić développe le concept d’une nation serbe multiconfessionnelle liée par la même langue. Les différences religieuses n’altèrent pas l’unité d’un peuple, tant que le critère d’appartenance nationale repose sur un même langage. Il englobe ainsi tous les locuteurs du parler stokavien, usité à son époque en Serbie, au Monténégro, en Herzégovine, en Voïvodine, en Bosnie, et dans certaines parties de la Dalmatie. Dans ses travaux, il recense cinq millions de Serbes, dont trois de confession orthodoxe, les deux autres millions se partageant en catholiques et musulmans. Pour de nombreux historiens, Karadžić pose les fondamentaux d’un mythe nationaliste qui permit de prôner la politique de purification ethnique au-delà des frontières du pays. S’il ne parle pas de "panserbisme", il évoque déjà les problèmes culturels et linguistiques en vue de former un État-nation.

### Le projet de Garasanin
Garasanin, ministre de l’Intérieur serbe, va alors rédiger un projet national, qu’il ne dévoile qu’en 1844 aux membres les plus éminents de la Cour de Serbie, et qui ne sera rendu public qu’en 1906. Il craint pour l’avenir de son pays : l’Empire ottoman qui agonise laissera la place soit à l’Autriche, soit à la Russie. Les serbes ne demandent que le respect de leur droit historique : continuer l’œuvre entreprise par les ancêtres de l’Empire serbe au Moyen Âge, avant d’être évincés par les Ottomans au XIVe siècle. L’unification du peuple serbe se fera par étapes : elle concernera d’abord les minorités serbe de l’Empire ottoman, ensuite celles de la Hongrie. S’il n’exclue pas un projet yougoslave, il n’explicite pas clairement cette volonté, et s’en tient à ces premiers principes.

### Les moyens envisagés
La guerre n’est pas exclue. Garasanin projette de faire un état des lieux des forces armées présente aux provinces limitrophes de l’État serbe, mais encore une fois, la belligérance n’est pas le point saillant de la politique étrangère prônée par le ministre.
L’accent est mis sur la propagande auprès des peuples slaves du Sud des empires ottomans et habsbourgeois. Garasanin crée à cette fin un réseau de renseignement dans les territoires concernés, afin que le gouvernement serbe puisse connaître à tout moment, l’état des peuples des diverses provinces entourant la Serbie. Des agents, des informateurs et des rapporteurs sont alors envoyés en Bosnie, dans l’Herzégovine, au Monténégro, en Albanie, en Dalmatie et en Croatie. Le but n’est pas de confronter les différents peuples, mais d’établir des points de rencontre. Il s’agit de gagner leur confiance, et de les éclairer sur la nécessité d’une entente à propos d’un projet étatique, nationaliste et uni-linguistique. Des ouvrages à destination des minorités voisines sont publiés à Belgrade, ce qui contrecarre l’influence russe dans la région. La Serbie est sur le point de supplanter Moscou dans son rôle de protecteur du panslavisme.

### L’idée du nettoyage ethnique
Garasanin ne souhaite pas expulser des non-serbes. L’expression "nettoyage" n’est utilisé qu’une seule fois lorsqu’il évoque l’assise de l’État serbe reposant sur l’Empire serbe des XIIIe et XIVe siècles. Ce sont les fondements et les racines traditionnelles qu’il faut "nettoyer" et "libérer", c’est-à-dire les purifier de la dénaturation culturelle à la suite de l’occupation ottomane.
Cependant, l’idée du nettoyage sera vite transformée en une idée de "purification" ethnique, qui prendra forme dans les années 1990. 

## Conclusion
Le Nacertanije est un projet impérialiste, mais qui n’est pas centré autour de l’idée de la violence militaire. Si l’expansion territoriale apparaît aux yeux de la cour de Serbie comme nécessaire, il n’y est pas question de massacres de populations.
Il est corollaire du projet expansionniste grec, qui projette au même moment l'annexion des Balkans au jeune État hellénique.